# Statistiques et records de l'Athlétic Club Arles-Avignon
 (mai 2022).
 (mai 2022).
Si vous disposez d'ouvrages ou d'articles de référence ou si vous connaissez des sites web de qualité traitant du thème abordé ici, merci de compléter l'article en donnant les références utiles à sa vérifiabilité et en les liant à la section « Notes et références ».
Cet article détaille les statistiques et les records de l'Athlétic Club Arles-Avignon.

## Statistiques

### Parcours en Coupe de France depuis l'édition 2006-2007
| Saison    | Tour(s) préliminaire(s)                                                                    | 7e tour                                            | 8e tour                                        | 32e de finale                                | 16e de finale                     | 8e de finale                          | Quart de finale | Demi-finale | Finale / (Vainqueur)  |
| 2006-2007 | 4e tour : Arles 1-2 US Le Pontet (CFA)                                                     |                                                    |                                                |                                              |                                   |                                       |                 |             | (Sochaux-Montbéliard) |
| 2007-2008 | 5e tour : (District) AS Roquebrune Cap 1-4 Arles 6e tour : Arles 2-1 (a.p.) Gap HAFC (CFA) | (DH) Vaulx en Velin 0-4 Arles                      | (MTQ) La Samaritaine de Sainte-Marie 1-2 Arles | (CFA) US Marignane 1-1 (2-3 t.a.b.) Arles    | Arles 0-0 (9-8 t.a.b.) Niort (L2) | (L2) Amiens SC 1-1 (4-2 t.a.b.) Arles |                 |             | (Lyon)                |
| 2008-2009 | 5e tour : (Nat) Toulon 2-1 Arles                                                           |                                                    |                                                |                                              |                                   |                                       |                 |             | (EA Guingamp)         |
| 2009-2010 | -                                                                                          | Arles-Avignon 0-1 Luzenac (Nat)                    |                                                |                                              |                                   |                                       |                 |             | (Paris Saint-Germain) |
| 2010-2011 | -                                                                                          | -                                                  | -                                              | Arles-Avignon 1-1 (2-4 t.a.b.) CS Sedan (L2) |                                   |                                       |                 |             | (LOSC Lille)          |
| 2011-2012 | -                                                                                          | (CFA) AS Valence 2-0 Arles-Avignon                 |                                                |                                              |                                   |                                       |                 |             | (Lyon)                |
| 2012-2013 | -                                                                                          | (District) Roche Saint-Genest FC 0-1 Arles-Avignon | (DH) Limonest FC 0-1 Arles-Avignon             | (DHR) Mende 2-0 Arles-Avignon                |                                   |                                       |                 |             | (Bordeaux)            |
| 2013-2014 | -                                                                                          | (CFA 2) Alès 3-0 Arles-Avignon                     |                                                |                                              |                                   |                                       |                 |             | (EA Guingamp)         |
| 2014-2015 | -                                                                                          | (CFA 2) Aix-les-Bains FC 0-4 Arles-Avignon         | (CFA) AS Lyon-Duchère 1-3 Arles-Avignon        | (Nat) Red Star FC - Arles-Avignon            |                                   |                                       |                 |             | (Paris Saint-Germain) |
| 2015-2016 | 3e tour : (DHR) Gap Foot 05 6-2 Arles-Avignon                                              |                                                    |                                                |                                              |                                   |                                       |                 |             |                       |

| Niveau                | Nom de la division                                  |
| Niveau 1              | Ligue 1 (L1)                                        |
| Niveau 2              | Ligue 2 (L2)                                        |
| Niveau 3              | National (Nat)                                      |
| Niveau 4              | Championnat de France amateur (CFA)                 |
| Niveau 5              | Championnat de France amateur 2 (CFA 2)             |
| Niveau 6              | Division d'honneur (DH) ou (MTQ) pour la Martinique |
| Niveau 7              | Division d'honneur régionale (DHR)                  |
| Niveau 8 et inférieur | District départemental (District)                   |

### Parcours en Coupe de la Ligue
| Saison    | 1er tour                                | 2e tour                            | 16e de finale                                | 8e de finale                       | Quart de finale | Demi-finale | Finale / (Vainqueur)  |
| 2009-2010 | (L2) Laval 5-0 Arles-Avignon            |                                    |                                              |                                    |                 |             | (Marseille)           |
| 2010-2011 | -                                       | -                                  | Arles-Avignon 0-1 SM Caen (L1)               |                                    |                 |             | (Marseille)           |
| 2011-2012 | (L2) Le Mans 1-0 Arles-Avignon          |                                    |                                              |                                    |                 |             | (Marseille)           |
| 2012-2013 | Arles-Avignon 1-0 EA Guingamp (L2)      | (L2) GFC Ajaccio 1-2 Arles-Avignon | Arles-Avignon 2-1 AC Ajaccio (L1)            | (L1) Rennes 1-0 Arles-Avignon      |                 |             | (AS Saint-Étienne)    |
| 2013-2014 | (L2) CA Bastia 0-1 Arles-Avignon        | (L2) AS Nancy 1-0 Arles-Avignon    |                                              |                                    |                 |             | (Paris Saint-Germain) |
| 2014-2015 | Arles-Avignon 3-2 Chamois niortais (L2) | (L2) Angers SCO 1-2 Arles-Avignon  | (L1) Stade de Reims 2-3 (a.p.) Arles-Avignon | Arles-Avignon 0-2 EA Guingamp (L1) |                 |             |                       |

| Niveau   | Nom de la division |
| Niveau 1 | Ligue 1 (L1)       |
| Niveau 2 | Ligue 2 (L2)       |
| Niveau 3 | National (Nat)     |

## Records de joueurs

### Records
| Record                   | Joueur                                   | Record   | Saison(s) |
| ------------------------ | ---------------------------------------- | -------- | --------- |
| Transfert record (vente) | Franck Dja Djédjé (vers OGC Nice)        | 360 000€ | Été 2011  |
| Transfert record (achat) | Franck Dja Djédjé (depuis RC Strasbourg) | 130 000€ | Été 2011  |

### Meilleurs buteurs en compétitions officielles
Meilleur buteur du championnat
- 2009-2010 :  Maurice-Junior Dalé (10 buts)
- 2010-2011 :  Franck Dja Djédjé (4 buts)
- 2011-2012 :  Thomas Ayasse (9 buts)
- 2012-2013 :  Raphaël Caceres (7 buts)
- 2013-2014 :  Maurice-Junior Dalé (11 buts)
- 2014-2015 :  Quentin Ngakoutou (6 buts)

## Records du club

### Premières du club
- Premier match de Coupe de la Ligue – v. Stade lavallois, à l'extérieur, lors du tour préliminaire, le 25 juillet 2009 (défaite 5-0)[3]
- Premier match de 1re division – v. FC Sochaux-Montbéliard, à l'extérieur, 7 août 2010 (défaite 2-1)[4]
- Premier match de 2e division – v. Olympique d'Alès, à l'extérieur, 23 août 1970 (2-2)[3]
- Premier match au Parc des sports d'Avignon– v. Athletic club ajaccien, 14 août 2009 (victoire 2-1)[5]

### Matchs et saisons records
| - Ligue 1 - À domicile: 3-2 - SM Caen (7 novembre 2010) - À l'extérieur: 0-1 - RC Lens (21 mai 2011) - Coupe de la Ligue - À domicile: 2-1 - Chamois niortais (12 août 2014) - À l'extérieur: 2-3 (a.p.) - Stade de Reims (28 octobre 2014) |

| - Buts marqués en une saison de Ligue 2 Le plus: 44 (1973-1974, 34 matchs) Le moins: 24 (1978-1979, 34 matchs) - Buts encaissés en une saison de Ligue 2 Le moins: 38 (1970-1971, 30 matchs et 2013-2014, 38 matchs) Le plus: 72 (1978-1979, 34 matchs) - Différence de buts en une saison de Ligue 2 La meilleure: +4 (2009-2010, 38 matchs) La pire: -48 (1978-1979, 34 matchs) |

| - Ligue 1 - À domicile: 0-4 - AJ Auxerre (2 octobre 2010) - À l'extérieur: 5-0 - Olympique lyonnais (5 mars 2011) - Lille OSC (30 avril 2011) - Coupe de la Ligue - À domicile: 0-2 - EA Guingamp (17 décembre 2014) - À l'extérieur: 5-0 - Stade lavallois (25 juillet 2009) |

| - Le plus de points en une saison de Ligue 2 Victoire à 3 points: 60 (2009-2010, 38 matchs) Victoire à 2 points: 31 (1971-1972, 30 matchs) - Le moins de points en une saison de Ligue 2 Victoire à 3 points: 30 (2014-2015, 38 matchs) Victoire à 2 points: 16 (1978-1979, 34 matchs) - Victoires en une saison de Ligue 2 Le plus: 16 (2009-2010, 38 matchs) Le moins: 5 (1978-1979, 34 matchs) - Défaites en une saison de Ligue 2 Le moins: 10 (2011-2012, 38 matchs) Le plus: 23 (1978-1979, 34 matchs) - Matchs nuls en une saison de Ligue 2 Le plus: 18 (2011-2012, 38 matchs) Le moins: 5 (1971-1972, 30 matchs) |

## Distinctions décernées

### Aux joueurs et entraîneurs évoluant au club
| France Football - Meilleur entraîneur de Ligue 2 - Michel Estevan (2009) - Meilleur gardien de Ligue 2 (3): - Ludovic Butelle (2012, 2013 et 2014) |